# كين بوث
كين بوث (بالإنجليزية: Ken Booth)‏ (22 نوفمبر 1934 ببلاكبول في المملكة المتحدة - 7 نوفمبر 2015) هو لاعب كرة قدم بريطاني في مركز الهجوم. لعب مع نادي بلاكبول ونادي ساوثبورت وويغان أتلتيك ونادي ووركينغتون ونادي برادفورد بارك أفنيو.

## وصلات خارجية
- كين بوث على موقع قاعدة بيانات كرة القدم.إي يو (الإنجليزية)